# ÖBB 4023
De serie 4023 is een treinstel van het type Talent (een lichtgewichttrein met lagevloerdeel) voor het regionaal personenvervoer van de Oostenrijkse spoorwegmaatschappij Österreichische Bundesbahnen (ÖBB).

## Geschiedenis
De Österreichische Bundesbahnen bestelde 11 treinstellen bij Bombardier.

## Constructie en techniek
Typerend aan dit treinstel is door de toepassing van Scharfenbergkoppeling de spitse neus met het grote voorruit. De zijwanden zijn niet zoals de meeste railvoertuigen vlak gemaakt maar hebben een kleine ronding. De trein heeft meestal een eenvoudig interieur en zijn uitgerust met luchtvering.

## Treindiensten
De treinen worden door de Österreichische Bundesbahnen ingezet op de volgende trajecten.
- S-Bahn Salzburg
- Golling - Salzburg - Freilassing